# Chionaema charybdis
Chionaema charybdis là một loài bướm đêm thuộc phân họ Arctiinae, họ Erebidae.